# Лубе, Шарли
Шарли Лубе (фр. Charly Loubet; 28 января 1946, Грас — 30 января 2023, Грас) — французский футболист и футбольный тренер, играл на позиции нападающего.

## Биография

### Клубная карьера
В 1961 году в возрасте 16 лет дебютировал за «Канн». В следующем сезоне перешёл в «Стад Франсе», в составе которого играл в течение некоторого времени.
В январе 1963 года Лубе перешёл в «Ниццу», в которой суммарно отыграл 10 сезонов, сыграв в общей сложности 343 матча и забил 93 гола. У него был период игровой карьеры в «Марселе», за который в общей сложности сыграл 78 матчей и забил 37 голов. В 1975 году перешёл в «Канн», в составе которого отыграл шесть сезонов и в 1981 году завершил карьеру.

### Карьера в сборной
За сборную Франции сыграл 36 матчей и забил 10 голов.

### Тренерская карьера
С 1981 по 1983 год работал главным тренером «Канна».

### Смерть
Скончался 30 января 2023 года в возрасте 77 лет.

## Достижения
«Марсель»
- Чемпион Франции (1) : 1970/71